# Беспалов Олег Павлович
Беспалов Олег Павлович — український політик.

## З життєпису
Ккол. нар. деп. України.
Н. 06.11.1949 (м. Новосибірськ, Росія); одружений; син Олег; дочки Яна і Олександра.
Осв.: Військово-політична академія ім. В. І. Леніна (1979), офіцер-політпрацівник; Ін-т міжнар. відносин Київ. ун-ту ім. Т.Шевченка, «Менеджмент зовнішньоек. діяльності».
03.2006 канд. в нар. деп. України від Виборчого блоку політичних партій Б.Олійника та М.Сироти, № 3 в списку. На час виборів: нар. деп. України, б/п.
Народний депутат України 4 склик. 04.2002-04.2006, виб. окр. № 183, Херсон. обл., самовисування. За 21.74 %, 20 суперн. На час виборів: голова спостережної ради ЗАТ "Концерн «Регіони України», голова спостережної ради АКБ «Прем'єрбанк», б/п. Член фракції «Єдина Україна» (05.-06.2002); уповноваж. пред. групи «Народовладдя» (06.-11.2002); позафр. (11.2002-05.2003), член фракції «Регіони України» (05.2003-01.05), позафр. (01.-11.2005), член фракції партії «Єдина Україна» (11.2005-01.06). Член Комітету з питань національної безпеки і оборони (з 06.2002).
- 1968—1985 — служба в армії, був нач. політвідділу дивізії ракетних військ стратег. призначення.
- 1985—1987 — заст. директора з навчально-виховної роботи, СПТУ № 1 м. Дніпропетровська.
- 1987—1991 — майстер виробничого навчання, заст. директора з навчально-виховної роботи, заст. директора з зовнішньоек. зв'язків, ВПУ № 17 м. Дніпропетровська.
- 1991—1996 — президент, приват. фірма «Іріола», м. Дніпропетровськ.
- 1996—1998 — віце-президент, ЗАТ з іноз. інвестиціями "Промислово-фінансова корпорація «Єдині енергетичні системи України», м. Дніпропетровськ.
- 1998—1999 — президент, ЗАТ з іноз. інвестиціями "Концерн «Регіони України», м. Дніпропетровськ.
- 1999—2002 — президент, АКБ «Прем'єрбанк», м. Дніпропетровськ.
- 2001—2002 — кер., представництво компанії «Клеар інвестменс лімітед» в Україні, м. Київ.
- 2002 — консультант, голова спостережної ради, ЗАТ "Концерн «Регіони України», м. Дніпропетровськ.